# Barbara Benkó
Barbara Benkó (ur. 21 stycznia 1990 w Budapeszcie) – węgierska kolarka górska, szosowa i przełajowa, wicemistrzyni świata i Europy juniorek w kolarstwie górskim.

## Kariera
Pierwszy sukces w karierze Barbara Benkó osiągnęła w 2007 roku, kiedy zdobyła srebrny medal wśród juniorek na mistrzostwach Europy w kolarstwie górskim w Kapadocji. W zawodach tych wyprzedziła ją jedynie Kathrin Stirnemann ze Szwajcarii. Na rozgrywanych rok później mistrzostwach świata MTB w Val di Sole była w tej samej kategorii wiekowej, ulegając tylko Kolumbijce Laurze Abril. W 2012 roku wystartowała na igrzyskach olimpijskich w Londynie, kończąc rywalizację na 27. pozycji. Jest ponadto dwukrotną mistrzynią kraju w kolarstwie przełajowym oraz brązową medalistką mistrzostw Węgier w kolarstwie szosowym.